# -Zero/TREAT OR TREAT?
『-Zero / TREAT OF TREAT?』（ゼロ / トリート・オア・トリート）は、2015年10月28日にビクターエンタテインメントから発売された、Tokyo 7th シスターズ(t7s) KARAKURI・4Uの両A面シングル。「t7s HALLOWEEN EP」の副題を冠して発売された。
本作の表題作である「-Zero」は空栗ヒトハとフタバの双子の姉妹によるユニット“KARAKURI”の楽曲であり、「TREAT OR TREAT?」は、九条ウメ、鰐淵エモコ、佐伯ヒナの3人から構成されるガールズバンド・4Uの楽曲であり、いずれもゲームのメインユニット・777☆SISTERSのライバルである。

## 楽曲制作
プロジェクトの中心人物である茂木伸太郎は、ナタリーとのインタビューの中で、ハロウィンをコンセプトにしたCDを出そうと考えた際、777☆SISTERS関連のユニットではイメージがわかなかったため、ライバルユニットであるKARAKURIと4Uにヒールじみた雰囲気の中で歌ってもらおうと考えたと話している。
このうち、“KARAKURI”の「-Zero」は、emonが作曲している。初期バージョンではよりポップな雰囲気が出ていたが、茂木は「B.A.A.B.」（アルバム『H-A-J-I-M-A-L-B-U-M-!!』収録）よりもクールで重めのEDMにしてほしいと考えており、リテイクが行われた。
「-Zero」の歌詞は茂木がSATSUKI-UPDATE名義で執筆しており、サビの「狂おしく今咲かせ賜れ」というフレーズから膨らませる形で歌詞を作っていったとナタリーとのインタビューの中で明かしている。茂木はemonの作ったサビのサウンドを生かす形でこのフレーズを思いついたと話す一方、「賜れ」という言葉の音感をいかすために、わらべ歌にしたとも語っている。
また、茂木は空栗姉妹を演じる秋奈が、茂木の持つユニットのイメージを歌でもストレートに表現してくれるとナタリーとのインタビューで話しており、事前の打ち合わせなしに入れてきたアドリブを積極的に採用していったと振り返っている。emonも、秋奈の歌い方は仮歌と異なるものの、新しい発見があったと話している。一方、秋奈本人は中里キリとのインタビューの中で、同ユニットには「B.A.A.B.」のようにクールで挑発的なイメージがあったため、「-Zero」でかっこよさと美しい和のテイストを見せて驚いたと話している。また、「B.A.A.B.」ではささやくように歌ったのに対し、「-Zero」ではアタックの強い曲にしたいと考えて声を張ったと秋奈は話している。
「TREAT OR TREAT?」は4Uにとって3曲目であり、茂木は外連味がユニットの持ち味であるとし、デビュー曲からいきなりやられると受け入れられないが、3曲目なら大丈夫だと判断したとインタビューの中で話している。
九条ウメを演じた山下まみも「TREAT OR TREAT ?」が過去の2曲とは異なる雰囲気をもっていると話しており、ハロウィンの季節性も感じられたと中里とのインタビューの中で話している。
また、吉岡茉祐（鰐淵エモコ役）は、長縄まりあ（佐伯ヒナ役）によるコーラスが印象的すぎて自分のコーラスがかき消されそうだったと話しており、試行錯誤と確認を重ねたと振り返っている。

## 収録曲
| #         | タイトル                                 | 作詞            | 作曲             | アーティスト     | 時間  |
| --------- | ---------------------------------------- | --------------- | ---------------- | ---------------- | ----- |
| 1.        | 「-Zero」                                | SATSUKI-UPDATE  | emon             | KARAKURI         | 3:47  |
| 2.        | 「TREAT OR TREAT?」                      | カナボシ☆ツクモ | Hiroyuki Maezawa | 4U               | 3:27  |
| 3.        | 「-Zero -OFF VOCAL-」                    |                 | emon             |                  | 3:47  |
| 4.        | 「TREAT OR TREAT? -OFF VOCAL-」          |                 | Hiroyuki Maezawa |                  | 3:27  |
| 5.        | 「第七新東京区、ライバルたちのコラボ？」 |                 |                  | (ドラマトラック) |       |
| 合計時間: | 合計時間:                                | 合計時間:       | 合計時間:        | 合計時間:        | 14:28 |

## 反響
アプリ配信3周年を記念したファミ通Appによるカウントダウン企画において、『TREAT OR TREAT?』が4番目に開発チームに愛された楽曲として取り上げられた。

### 評価
4Gamer.netの風のイオナは『Are You Ready 7th-TYPES??』のレビュー記事の中で、「-Zero」について「ロリっぽさとセクシーさの両面を感じられるのが大きな魅力。」と評価している。また、風のイオナは「TREAT OR TREAT?」について、パンクの曲調に、1980年代の魔女っ娘アニメを思わせるメロディがインパクト抜群だとしている。